# マット・ダルトン
マット・ダルトン（英語: Matt Dalton, 1986年7月4日 - ）は、カナダ連邦オンタリオ州クリントン出身のカナダと大韓民国のプロアイスホッケー選手、アイスホッケー指導者。ポジションはゴールテンダー。アジアリーグアイスホッケーのHLアニャンに所属。

## 経歴
ベミジー州立大学出身で同大学のアイスホッケー部に所属。
2009年9月22日にドラフト外でナショナルホッケーリーグ(NHL)のボストン・ブルーインズと契約。しかし、NHLの試合に出場することは無かった。
コンチネンタル・ホッケー・リーグ(KHL)のポドリスク・ビチャズに入団し、HCネフチェヒミク・ニジネカムスクへ移籍し、3シーズンプレーした。FAになったタイミングで韓国の代理人から、オリンピックで韓国代表としてゴールテンダーを守れるチャンスをオファーされた。この時のことについて「もし受けていなかったら、他の誰かがチャンスをつかんでいただろう。そのことを悔やみたくなかった」と明かしている。
2014年にアジアリーグアイスホッケーの安養ハルラに入団。
2018年2月に平昌で開催されたオリンピックの男子アイスホッケー韓国代表に選出された。
2022-2023年シーズンは2シーズンぶりに安養がアジアリーグに復帰し、チーム名もHLアニャンへと改称した。
シーズンでは1月14日にダイドードリンコアイスアリーナで開催されたアイスホッケーヒーローズ 2及びオールスターゲームに選出された。
オフの2023年3月9日に2022-2023年シーズンの最優秀選手賞、最優秀セーブ率GK賞、ベストGKを受賞した。
2023-2024シーズンはシーズン途中の2024年2月に開催された2026年オリンピック3次予選には参加せず、代表引退を公表した。
シーズンでは2シーズン連続となる8度目の優勝を果たし、ダルトンも優勝を経験することになった。
2024-2025年シーズンからはコーチも兼任することになった。

## 人物
高校時代までは野球もプレーしていた。KBOリーグでは斗山ベアーズを応援している。ニック・エバンスとは良い友人である。
野球では内野手を守っており、この野球時代の内野手の動きがアイスホッケーでのゴールテンダーのディフェンスに効いているとの持論を持っている。
アニャンに移籍した際に母国カナダでは朝鮮のニュースは北朝鮮の話が多かったため、家族からは戦争などで心配された。しかし、実際の韓国住みやすいところであった。
給料は韓国よりKHLの方が良かったとしつつも、平昌五輪で韓国代表としてプレーするために移籍したと語っている。
韓国のゴールを守る鉄甕城になってほしいという願いを込めて、「漢拏城（ハンラソン）」という韓国名を持っている。
2016年3月に特別帰化で韓国籍を取得。オリンピック終了後に帰化した韓国を後にする選手が続出したが、ダルトンはその後も韓国を拠点としている。

## 詳細情報

### 表彰
- 最優秀選手賞：1回（2022-2023）
- 最優秀セーブ率GK賞：1回（2022-2023）
- ベストGK：1回（2022-2023）

### 記録
- オールスターゲーム選出：1回（2022-2023）

### 代表歴
- 2017 ユーロチャレンジ 韓国代表
- 2018年オリンピックアイスホッケー男子韓国代表